# Allison (banda)
Allison es un grupo musical de rock alternativo y pop punk, originario de Ciudad de México, formado en 2002. El grupo está integrado por Erik Canales (voz y guitarra), Abraham Isael «Fear» (guitarra), Diego Stommel (batería) y Alfredo Percástegui «Alfie» (coros y bajo). Allison fue creada originalmente por Erik y Manuel Ávila (bajo), quien decidió dejar la banda en 2013.
El nombre de la agrupación tiene un doble significado; El primero es etimológico que simboliza al nombre de una persona —Allison—, entonces hace referencia a la mujer que amas y que te ama, pero no conoces todavía. El segundo alude al positivismo de la banda durante sus conciertos donde; Todo está encendido (All - is - on en inglés) por lo que simboliza el sentimiento de la alegría  en sus presentaciones. El cuarto álbum de estudio de la banda lleva este nombre, Todo está encendido.
Cuentan con cuatro producciones discográficas; Allison (2006), Memorama (2008), 120Km/Hr. (2012) y Todo está encendido (2016). La banda es reconocida por sencillos como «Frágil», «Aquí», «Me cambió», «Baby please», «80’s», «16», «Rómpase el vidrio en caso de emergencia», «120Km/Hr»,  «Memorama», «Monitor» «Ya no te amo», «Algo que decir», «Matar o morir», «Dime que», «Asesino», «Luna amarga», «Dualidad», «Tú», etc.
Su álbum debut vendió más de 300 000 unidades en México, siendo certificado como platino y alcanzó el número uno en ventas en AMPROFON manteniéndose en las listas durante 14 semanas, también tuvo grandes ventas en las tiendas de Tower Records en la Ciudad de México por ocho semanas. En Colombia se certificó disco de oro, además se vendió en los Estados Unidos, América del Sur, América Central, España, Francia, Turquía y Polonia. «Frágil» y Memorama recibieron también certificación de oro por más de 40 000 unidades vendidas, entre 2007 y 2008.Han obtenido premios como el MTV Latinoamérica por mejor artista nuevo y fueron nominados al Grammy Latino en 2013. Han compartido escenario con bandas como Yellowcard, Fall Out Boy, Bring Me the Horizon, Paramore,  o Chiodos. Además se presentaron en el Warped Tour  de 2008 y fue la única banda latinoamericana en hacerlo ese año. También tocaron en el suroeste de los Estados Unidos, incluidas ciudades como San Antonio, McAllen y El Paso. Partciparon consecutivamente en el festival South by Southwest en Austin, Texas en 2007 y 2008.

## Historia

### 2002-2005: inicios
Erick y Manuel habían tenido ya sus propios proyectos musicales, pero debido al poco éxito comercial que ambos habían producido, decidieron unirse y formar Allison, invitando a dos excompañeros musicales de Erick para completar la formación. Empezaron tocando en fiestas, después en el Multiforo Cultural Alicia (foro de la escena del rock en la Ciudad de México) hasta llegar a foros como el Hard Rock Live.
En el 2002, conocieron a Francisco Zepeda, su entonces mánager, y comenzaron a trabajar en maquetas y canciones para presentarlas a alguna disquera. Su mánager presentó el proyecto a los ejecutivos de Sony BMG y decidieron firmarlos como artistas de la compañía. Desde diciembre de 2002 hasta mediados de febrero de 2003, se grabó su disco debut Allison. La producción estuvo a cargo de Armando Ávila y Francisco Zepeda; la dirección vocal fue supervisada por Guido Laris. En ese momento, al no contar con un baterista formalmente, las baterías fueron grabadas por Roy Cañedo, baterista y vocal de Thermo. La masterización estuvo a cargo de Don Tayler quien trabajó anteriormente con agrupaciones como Korn y Jimmy Eat World.

### 2006-2007:Allison
El 26 de junio de 2006, se lanzó su álbum debut Allison. Ese mismo año la banda ganó el premio MTV Latinoamérica al Mejor Artista Nuevo-Norte, también fueron el acto de clausura del programa junto a Belinda. También fueron nominados para los Premios Oye! en las categorías de Mejor grupo de rock y Mejor grupo nuevo. La banda realizó más de 192 espectáculos en todo México durante 2006 y agotó las entradas del Teatro Metropolitano con una capacidad de 3500 personas en la Ciudad de México.
En 2007, Allison fue nominada Mejor Artista Alternativa por los MTV Video Music Awards. Ese mismo año la banda ganó una campaña mexicana con Doritos durante dos meses luego del lanzamiento del álbum debut, con un valor de 25 millones de pesos (2 146 531 dólares estadounidenses). También han trabajado con Gibson Guitars, Vans México, Red Bull, Xbox 360, Paco Rabanne en 2007 y 2008, Jolly Rancher en 2007 y Coca-Cola en 2007.Del 2007 a mediados del 2008, trabajaron en la grabación de los temas que compondrían la edición especial de su disco homónimo debut Allison, de esta nueva edición se desprende su sexto sencillo «Amor eterno», un cover de la canción del cantautor Juan Gabriel. Allison vendió más de 300 000 unidades en México, siendo certificado como disco de platino. El álbum alcanzó el número uno en ventas en AMPROFON y permaneció ahí durante 14 semanas, también fue un éxito de ventas en Tower Records de la Ciudad de México durante ocho semanas. El álbum fue certificado disco de oro en Colombia. También tuvo grandes ventas en los Estados Unidos, Sudamérica, Centroamérica, España, Francia, Turquía y Polonia.

### 2008-2015:Memoramay120Km/Hr.
En enero de 2008, la banda grabó su segundo álbum de estudio Memorama, el cual fue puesto a la venta el 5 de mayo de ese mismo año.En el 2010, Manuel Ávila «Manolín» viajaba por carretera rumbo a Oaxaca, a la altura de Pinotepa Nacional, dónde un auto a gran velocidad y en sentido contrario, embistió el auto de la banda y sufrió un accidente automovilístico que paralizó su carrera por dos años.
Al momento del impacto su mano fue atravesada por un hierro del mismo auto, que se volcó y dio 3 vueltas. El conductor del auto con el que se impactó se dio a la fuga abandonando su coche en plena carretera, el resto de la banda decidió esperarlo hasta que se recuperará provocando que se alejaran de los escenarios.
El 1 de octubre de 2012, salió a la venta su tercer álbum de estudio 120Km/Hr., marcando el regreso de la banda. El 9 de octubre del mismo año dieron a conocer su primer sencillo titulado «16», y comenzaron su primera gira del disco llamada 120Km/Hr UnderTour 2012. Posteriormente iniciaron la segunda gira del respectivo disco llamada Vamos Otra Vez Tour 2013. Este fue el último disco en el que trabajaron con una disquera. En el 2013, «Manolín» salió de la banda para trabajar en otro proyecto musical llamado Dolores de Huevos, posteriormente Alfredo Percástegui Loeza «Alfie» lo sustituiría como el nuevo bajista.
A finales del 2015, lanzaron un nuevo sencillo, se trata de una versión de la canción «Señorita, a mí me gusta su style» del grupo Los Rabanes, cuyo vídeo fue grabado en Panamá, donde dieron un concierto y se reencontraron los fundadores de la banda «Manolín» y Erik al momento de tocar la canción «Baby, please».

### 2016-2024:Todo está encendido
El 15 de abril de 2016, se lanzó su cuarto álbum de estudio, titulado Todo está encendido. Su primer sencillo «Tú», fue publicado en el canal oficial de Youtube de la banda, así mismo Allison comenzó a una extensa gira por México, Hispanoamérica y Estados Unidos.Sobre su tour Para Siempre Erik Canales lo calificó como «El show más grande de su carrera», también comentó que Todo está encendido es una nueva etapa en su carrera musical «Nos cayó la madurez de los 30, entendimos muchas cosas que no podíamos entender en los 20, eso nos ha ayudado a realizarnos de otra manera. Tuvimos nuestra época en que tuvimos un ‘knock out’ completo, tuvimos toda esta ola de fama, terminamos desmembrados, con problemas en la disquera y robados por nuestros mánagers, la clásica historia del rock and roll, si viste la película de Mötley Crüe es como la historia de Allison, claro que en diferente escala y época» según una entrevista con la revista Vanguardia.
| «Tardamos mucho en hacerlo pero somos una banda independiente que trabajamos solo nosotros y literal cada minuto y segundo que está ahí, está decidido y hecho por nosotros, solo queda disfrutar y pronto llegará a tiendas y mientras nosotros seguimos haciendo más música»—Fear (guitarrista) |

La producción fue hecha a través de su propia discográfica Nítido Récords, establecida por varios miembros del grupo, tras su seperación de Sony Music. En 2017, la banda grabó su primer álbum en vivo Todo está encendido (En vivo desde Teatro Metropólitan), el cual se lanzó en formato físico y un disco digital que fue publicado en plataformas digitales.En vivo desde Teatro Metropólitan, incluye sencillos de sus cuatro álbumes pasados, entre los que se encuentran éxitos como «Me cambió», «Aquí», «Memorama», «Baby Please», «Luna Amarga», «Matar o morir», «Asesino» , «Eres como el mar», «Rompase el vidrio en caso de emergencia» y «Vamos otra vez», entre otros. De igual forma se tocaron 4 canciones que no incluyeron en el CD ni en el DVD oficial del concierto qué fueron « 80’s», «Mi destino», «Otro día más» y «Dime qué». El álbum en directo fue una celebración por sus 15 años de trayectoria musical. En 2018, publicaron el video de su sencillo «El juego» dirigido por Hari Sama un director de cine mexicano. El 11 de diciembre de 2019, publicaron en su canal de YouTube, un videoclip del tema «No más de ti» dónde hacen un recuento de toda su carrera musical.
En agosto de 2020, Allison realizó un concierto vía streaming que duró más de dos horas en el que tocaron canciones de discos como Memorama y 120Km/Hr.

### 2024-presente: versiones acústicas

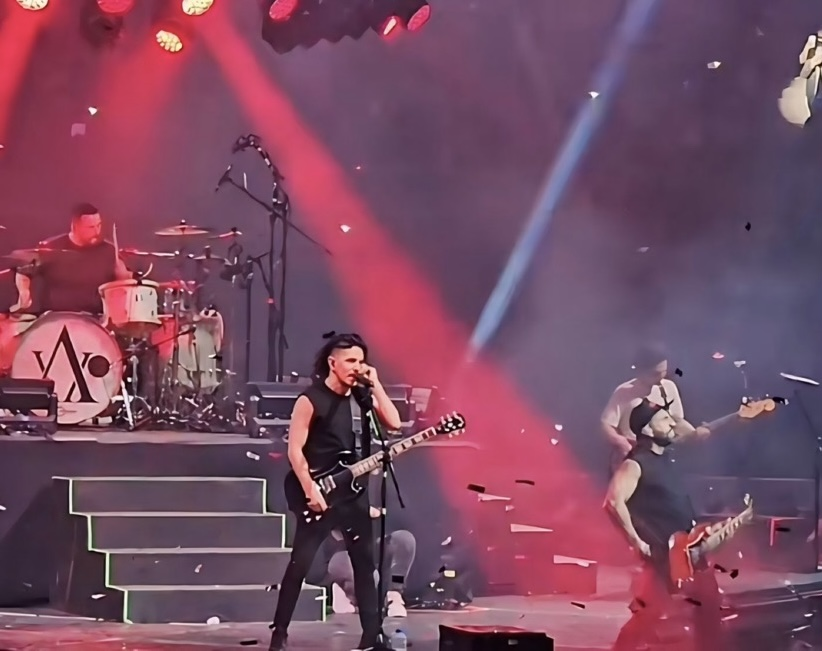
Allison durante un concierto en octubre de 2024.

En marzo de 2024, la banda anunció el lanzamiento de un nuevo álbum. Entre mayo y junio, ofrecieron conciertos acústicos. El 19 de julio, lanzaron una versión acústica de su tema «Frágil», y el 16 de agosto estrenaron «Aquí» en otra versión acústica. El 27 del mismo mes, se presentaron en un concierto completamente acústico en el Teatro Metropólitan. A finales de noviembre, anunciaron que su nuevo álbum se trataba de un disco acústico en vivo con sus presentaciones del Metropólitan.

## Integrantes
Formación actual
- Erik Canales: voz, guitarra (2002-2010, 2012-presente)
- Abraham Isael Jarquín «Fear»: guitarra principal, coros (2005-2010, 2012-presente)
- Diego García Stommel: batería (2006-2010, 2012-presente)
- Alfredo Percástegui Loeza «Alfie»: bajo, coros (2013-presente)

Exintegrantes
- Esteban Agama: guitarra (2002-2003)
- David Vidal: guitarra (2003-2005)
- Gabriel Arroyo: batería (2002-2004)
- Juan Ángeles: batería (2004-2005)
- Manuel Ávila Solís «Manolín»: bajo, coros (2002-2010, 2012-2013)

Línea de tiempo

## Discografía
Álbumes de estudio
- 2006: Allison[68]
- 2008: Memorama[11]
- 2012: 120Km/Hr.[69]
- 2016: Todo está encendido[70]

## Giras musicales
Giras
- 2008: Memorama Tour[11]
- 2012: 120Km/Hr UnderTour[71]
- 2013: Vamos otra vez Tour[72]
- 2019: Para siempre Tour[73]

## Videografía
Videos musicales
| Año  | Canción                           | Otro(s) artista(s) | Álbum               |
| ---- | --------------------------------- | ------------------ | ------------------- |
| 2006 | «Frágil»                          | Ninguno            | Allison             |
| 2006 | «Aquí»                            | Ninguno            | Allison             |
| 2006 | «Me cambio»                       | Ninguno            | Allison             |
| 2007 | «Ya no te amo»                    | Ninguno            | Allison             |
| 2007 | «80's»                            | Ninguno            | Allison             |
| 2008 | «Memorama»                        | Ninguno            | Memorama            |
| 2008 | «Baby, please»                    | Ninguno            | Memorama            |
| 2009 | «Algo que decir»                  | Ninguno            | Memorama            |
| 2013 | «Luna amarga»                     | Ninguno            | 120Km/Hr.           |
| 2014 | «Matar o morir»                   | TTS                | 120Km/Hr.           |
| 2015 | «120Km/Hr»                        | Ninguno            | 120Km/Hr.           |
| 2015 | «Vamos otra vez»                  | Ninguno            | 120Km/Hr.           |
| 2015 | «Señorita a mi me gusta su style» | Ninguno            | Sin álbum           |
| 2016 | «Tú»                              | Ninguno            | Todo está encendido |
| 2017 | «Miedo»                           | Ninguno            | Todo está encendido |
| 2017 | «Asesino»                         | Ninguno            | Todo está encendido |
| 2018 | «El juego»                        | Ninguno            | Todo está encendido |
| 2020 | «El príncipe»                     | Ninguno            | Todo está encendido |
| 2022 | «Se vale correr»                  | Ninguno            | Sin álbum           |
| 2022 | «Gracias por la herida»           | Ninguno            | Sin álbum           |
| 2023 | «Mi mundo amanece hoy»            | Pablo Hurtado      | Sin álbum           |

## Premios y nominaciones
Premios
| Año  | Entrega     | Categoría                   | Nominación | Resultado | Ref.   |
| ---- | ----------- | --------------------------- | ---------- | --------- | ------ |
| 2006 | Premios MTV | Mejor artista nuevo - Norte | Allison    | Ganador   | [ 74 ] |

Nominaciones
| Año  | Entrega        | Categoría             | Nominación | Resultado | Ref.   |
| ---- | -------------- | --------------------- | ---------- | --------- | ------ |
| 2006 | Premios MTV    | Artista revelación    | Allison    | Nominado  | [ 75 ] |
| 2006 | Premios MTV    | Mejor artista (Norte) | Allison    | Nominado  | [ 76 ] |
| 2006 | Premios Oye!   | Mejor grupo de rock   | Allison    | Nominado  | [ 77 ] |
| 2006 | Premios Oye!   | Mejor grupo nuevo     | Allison    | Nominado  | [ 78 ] |
| 2013 | Grammy Latinos | Mejor canción de rock | «16»       | Nominado  | [ 79 ] |